# Райхельсгайм (Оденвальд)
Райхельсгайм (нім. Reichelsheim) — громада в Німеччині, знаходиться в землі Гессен. Підпорядковується адміністративному округу Дармштадт. Входить до складу району Оденвальд.
Площа — 58,21 км2. Населення становить 8471 ос. (станом на 31 грудня 2020).